# Kacykowiec amazoński
Kacykowiec amazoński, kacyk amazoński, kacykowiec mały (Cacicus latirostris) – gatunek średniej wielkości ptaka z rodziny kacykowatych (Icteridae). Występuje w północno-zachodniej części Ameryki Południowej. Jest uznawany za gatunek najmniejszej troski.

## Systematyka
Gatunek po raz pierwszy zgodnie z zasadami nazewnictwa binominalnego opisał William Swainson, nadając mu nazwę Cassicus latirostris. Opis ukazał się w 1838 roku w książce Animals in menageries. Jako miejsce typowe autor wskazał Peru. Nie wyróżnia się podgatunków.

### Etymologia
- Cacicus: hiszpańska nazwa „Cacique” dla kacyka, od nazwy cacike oznaczającej w języku Tainów ‘szefa’, od majańskiego cakchikeles ‘wódz’[12].
- latirostris: łac. latus – ‘szeroki’ – rostris ‘-dzioby’ od łac. rostrum – ‘dziób’[13].

## Morfologia
Nieduży ptak z dużym, grubym u nasady, dosyć długim i szpiczastym dziobem o zmiennej kolorystyce, z przewagą koloru kości słoniowej. Tęczówki jasnoniebieskie, czasami brązowe. Nogi czarne. Ptak o prawie całkowicie czarnym aksamitnym upierzeniu. U samców góra głowy, kark i górna część grzbietu ciemnokasztanowa. Skrzydła czarne z niebieskawym połyskiem. Ogon żółty z czarnym środkiem i czubkiem, widoczny głównie w czasie lotu. Samica nieco mniejsza od samca i bardziej matowa.
Średnie wymiaryDługość ciała z ogonem: samiec 33,2 cm, samica 24,5 cm; masa ciała: samiec 117,5 g, samica 74,8 g.

## Zasięg występowania
Kacykowiec amazoński występuje na nizinach zachodniej Amazonii – w najbardziej na południe wysuniętej części Kolumbii (okolice miasta Leticia), w północno-wschodnim Ekwadorze, północno-wschodnim Peru (regiony Loreto i Ucayali) oraz w zachodniej Brazylii. Jest gatunkiem osiadłym. Jego zasięg występowania według szacunków organizacji BirdLife International obejmuje 512 tys. km².

## Ekologia
Głównym habitatem kacykowca amazońskiego są amazońskie lasy zalewowe (várzea), a także lasy terra firme, ale zawsze w pobliżu rzek. Zazwyczaj występuje na wysokościach do 300 m n.p.m. Jest gatunkiem osiadłym. Dieta kacykowca amazońskiego nie jest szczegółowo zbadana. Wiadomo, że odżywia się owocami i gąsienicami, ale przypuszcza się, że dieta obejmuje także stawonogi, drobne kręgowce i nektar. Żeruje głównie poniżej koron drzew. Często żeruje w stadach mieszanych z kacykowcem rdzawym i kacykowcem żółtosternym. Obserwowano takie mieszane stada dochodzące do 50 osobników.

### Rozmnażanie
Nie ma wielu informacji o rozmnażaniu kacykowca amazońskiego. Okres lęgowy w Peru i Brazylii trwa od sierpnia do września. Gniazduje na drzewach, samotnie lub w koloniach do 15–20 gniazd.

## Status
W Czerwonej księdze gatunków zagrożonych IUCN kacykowiec amazoński klasyfikowany jest jako gatunek najmniejszej troski (LC – Least Concern). Liczebność populacji nie jest oszacowana, zaś jej trend oceniany jest jako spadkowy ze względu na wylesianie Amazonii. Gatunek opisywany jest jako niepospolity i rozmieszczony plamowo.